# 글리세롤 2-인산
글리세롤 2-인산(영어: glycerol 2-phosphate)은 글리세롤의 인산 에스터이다. 글리세롤 2-인산은 일반적으로 β-글리세로인산(영어: β-glycerophosphate) 또는 BGP로 알려져 있다.

## 적용
글리세롤 2-인산은 세린-트레오닌 포스파테이스의 고전적인 저해제이다. 글리세르 2-인산은 광범위한 스펙트럼 저해를 위해 다른 포스파테이스/프로테이스 저해제와 함께 종종 사용된다.
글리세롤 2-인산은 생체외에서 골수 줄기세포의 골형성 분화를 유도하는 데에도 사용된다.
글리세롤 2-인산은 재조합 단백질 발현에서 유산구균속(Lactococcus) 배양을 위한 M17 배지를 완충하는 데 사용된다.

## 같이 보기
- 글리세롤 1-인산
- 글리세롤 3-인산